# Lancer du poids masculin aux Jeux olympiques d'été de 1928
Pour un article plus général, voir Athlétisme aux Jeux olympiques d'été de 1928.
Navigation
Paris 1924 Los Angeles 1932
L'épreuve du lancer du poids masculin aux Jeux olympiques de 1928 s'est déroulée le 29 juillet 1928 au Stade olympique d'Amsterdam, aux Pays-Bas. Elle est remportée par l'Américain John Kuck.